# Comisión de Relaciones Exteriores, Asuntos Interparlamentarios e Integración Latinoamericana de la Cámara de Diputados de Chile
La Comisión Permanente de Relaciones Exteriores, Asuntos Interparlamentarios e Integración Latinoamericana en Chile, corresponde a una de las comisiones permanentes de la Cámara de Diputados de Chile, en la cual, una serie de Diputados formulan proyectos de ley referentes al tema del cual trata la comisión, en este caso, todas aquellas mociones destinadas a temas de posición de Chile en el plano internacional, relaciones limítrofes, internacionales, regionales, entablar redes comerciales, legales y de cualquier tipo con naciones extranjeras.

## Historia
Esta Comisión fue creada en 1841, bajo el nombre de Comisión Permanente de Gobierno y Relaciones Exteriores, debiendo legislar en torno a las materias tanto de gobierno interior como políticas exteriores.
Entre 1871 y 1887 se denominó Comisión de Relaciones Exteriores y Colonización, teniendo como función principal el legislar para el atraer elementos colonizadores europeos a las zonas despobladas del sur y norte de Chile. Posteriormente su nombre concentró además las políticas de Culto y Colonización, ante la aparición de otras religiones en el país, que consideraba como oficial y única a la Iglesia católica.
En 1925 sus funciones variaron al ser renombrada como Comisión de Relaciones Exteriores y Comercio con la finalidad de mejorar las relaciones comerciales de Chile con el extranjero. Este nombre lo mantuvo hasta 1941, fecha en que volvió a llamar solo Comisión de Relaciones Exteriores, hasta la suspensión del régimen democrático (1973).
Con el retorno a la democracia (1990) se denominó Comisión de Relaciones Exteriores, Asuntos Interparlamentarios e Integración Latinoamericana, cuya función es crear acuerdos de ley que mejoren las relaciones con los países vecinos, la integración en la región y coordinar las actividades interparlamentarias.
La convocatoria a sesión debe ser realizada por los respectivos presidentes de las Comisiones.
Todas las Comisiones Permanentes son grupos de trabajo integrados por 5 senadores o 13 diputados cuya función es permitir el estudio detallado de los proyectos de ley y demás materias sometidas a conocimiento de la Cámara correspondientes, usualmente se recibe la opinión de expertos en la materia de que se trate y se ofrecen audiencias a organizaciones de la sociedad civil interesadas en el tema.

## Composición actual
En el LVI periodo legislativo del Congreso Nacional de Chile (2022-2026) la comisión está presidida por Carmen Hertz Cádiz (PCCh) para el período 2022-2023 e integrada por 12 otros diputados:
- Sofía Cid Versalovic (RN)
- Tomás De Rementería Venegas (PS)
- Catalina Del Real Mihovilovic (RN)
- Félix González Gatica (PEV)
- Harry Jürgensen Rundshagen (Ind-PRCh)
- Cristián Labbé Martínez (UDI)
- Vlado Mirosevic Verdugo (PL)
- Cristhian Moreira Barros (UDI)
- Francesca Muñoz González (RN)
- Raúl Soto Mardones (PPD)
- Alberto Undurraga Vicuña (PDC)
- Consuelo Veloso Ávila (RD)